# إبراهيم فاييه
إبراهيم فاييه (بالفرنسية: Ibrahima Faye)‏، من مواليد 22 أكتوبر 1979 في ثييس في السنغال، لاعب كرة قدم سنغالي.
بدأ مسيرته الكروية مع نادي ريد ستار الفرنسي في عام 1999، ولعب معهم حتى عام 2001، وشارك معهم في 26 مباراة وسجل هدفين، وفي عام 2001 انتقل إلى نادي غنت البلجيكي، ولعب معهم حتى عام 2004، وشارك معهم في 68 مباراة، وفي موسم 2004/2005 انتقل إلى نادي كان الفرنسي، ولعب معهم 31 مباراة، ومنذ عام 2005 وهو يلعب مع نادي تروا الفرنسي.
منذ عام 2003 وهو يلعب مع منتخب السنغال لكرة القدم. وفي يونيو (2012) انتقل إلى نادي الهلال السوداني العظيم في صفقة مشبوهة وهو يلعب في نادي الهلال حتى الآن.

## روابط خارجية
- إبراهيم فاييه على موقع رابطة كرة القدم الفرنسية للمحترفين (الإنجليزية)
- إبراهيم فاييه على موقع قاعدة بيانات كرة القدم.إي يو (الإنجليزية)
- إبراهيم فاييه على موقع ليكيب (الفرنسية)
- إبراهيم فاييه على موقع ناشيونال فوتبول تيمز (الإنجليزية)
- إبراهيم فاييه على موقع Soccerway.com (الإنجليزية)
- إبراهيم فاييه على موقع عالم كرة القدم.نت (الإنجليزية)